# Mudkhed
Mudkhed es una ciudad y  municipio situada en el distrito de Nanded en el estado de Maharashtra (India). Su población es de 23517 habitantes (2011). Se encuentra a 23 km de Nanded Waghala.

## Demografía
Según el censo de 2011 la población de Mudkhed era de 23517 habitantes, de los cuales 12647 eran hombres y 10870 eran mujeres. Mudkhed tiene una tasa media de alfabetización del 78,14%, inferior a la media estatal del 82,34%: la alfabetización masculina es del 84,96%, y la alfabetización femenina del 70,08%.